# Dolhești (Iași)
Dolhești is een Roemeense gemeente in het district Iași.

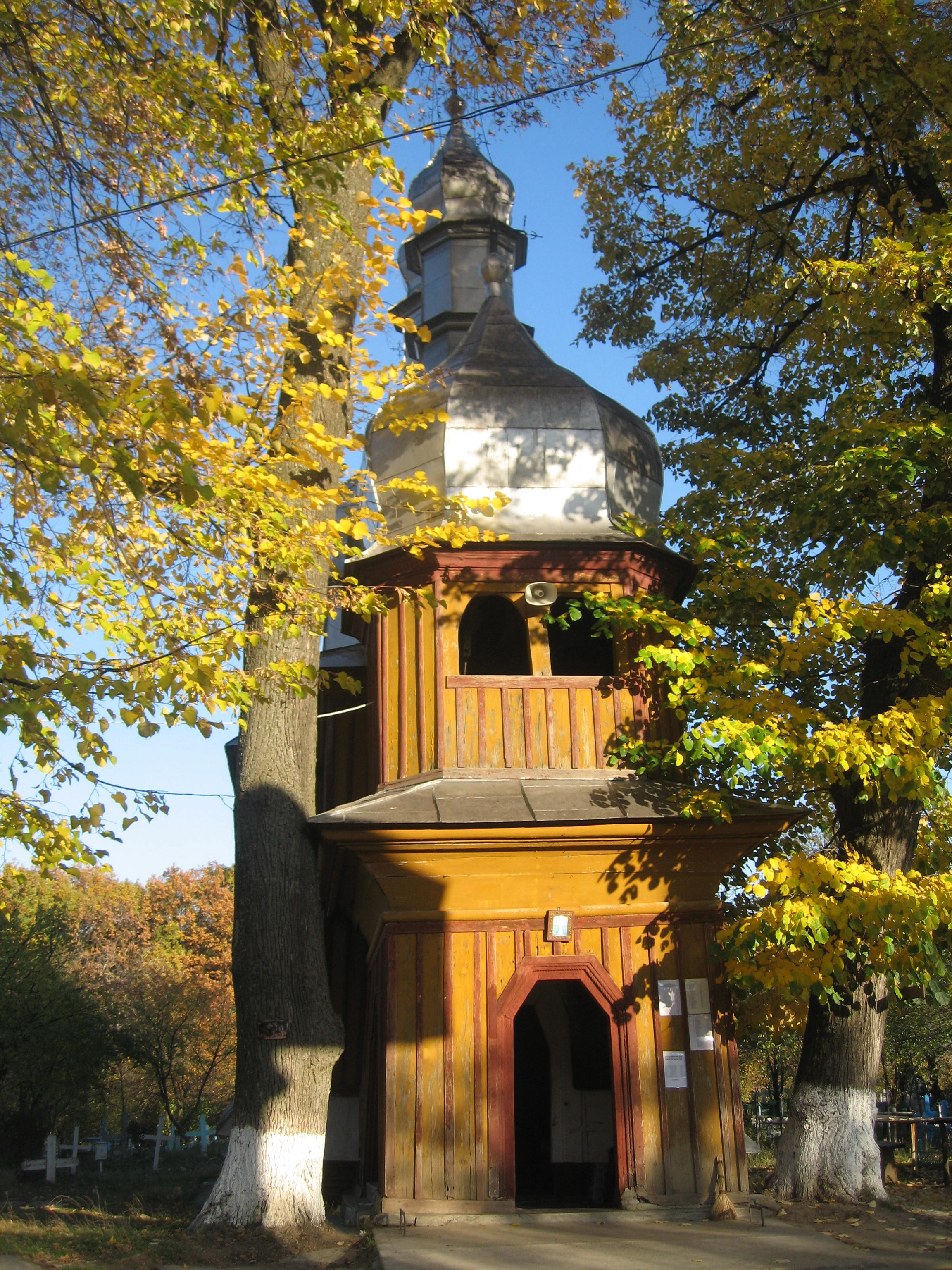
Kerk

Dolhești telt 2944 inwoners.